# Golfe FM
Golfe FM Africa est une station de radio privée béninoise diffusant sur Internet et en FM. Elle se distingue par ses bulletins d'informations dans lesquels est surtout pratiqué le fon, la langue traditionnelle la plus pratiquée au Bénin, et le yoruba. Elle est diffusée par modulation de fréquence et par internet. Mais sachant que sur 7 862 944 béninois(2006), seuls 425 000 ont Internet(2005), la station n'est accessible qu'aux personnes ayant les moyens d'accéder à la toile. Diffusée mondialement par Worldspace, elle quitte ce réseau en 2002.

## Journalistes ayant travaillé pour Golfe FM
- Raïssa Gbédji
- Adjibocha Valentin
- Afoto Rodrigue
- Dokpo Alain Junior
- Dosseh Sergio-Hervé